# Sabir Gusein-Zade
Sabir Medschidowitsch Gussein-Sade, em russo:  Сабир Меджидович Гусейн-Заде; Moscou, 29 de julho de 1950) é um matemático russo.
Gusein-Zade estudou na Universidade Estatal de Moscou, onde obteve a graduação em 1971 e o doutorado em 1975, orientado por Sergei Novikov e Vladimir Arnold. De 1974 a 1996 foi wissenschaftlicher Mitarbeiter na Universidade Estatal de Moscou, e a partir de 1996 professor da Faculdade de Mecânica e Matemática. Em 1991 obteve o título de Doktor nauk também na Universidade Estatal de Moscou. Além disso é desde 1991 professor da Universidade Independente de Moscou.

## Obras
- com Vladimir Arnold e Alexander Varchenko Singularities of Differentiable Maps, 2 Volumes, Birkhäuser 1985, 1988.